# Serge Gogoua
Pour les articles homonymes, voir Gogoua.
Serge-André Gogoua, né le 1er janvier 1977 à Abidjan et mort le 14 novembre 2020 à Daoukro, est un footballeur international ivoirien au poste de défenseur.

## Biographie

### Carrière en club
Le 1er juillet 1997, Serge rejoint le club arménien du FC Erevan. Le 23 juillet 1997, Gogoua joue le match aller de la Coupe UEFA 1997-1998 face au Dnipro Dnipropetrovsk en tant que titulaire. Lors de ce match, il se prend un carton jaune à la 33e minute de jeu et est remplacé à la 78e minute de jeu par Karen Grigoryan (défaite 6-1 au Stade Meteor). Au match retour, il dispute aucune minute du match et son équipe s'incline 2-0 et est alors éliminé de la compétition au bout du premier tour préliminaire. En championnat, il joue 25 matchs lors des saisons 1997 et 1998.
Le 7 août 1998, il rejoint le club suisse du Lausanne-Sports. Le 13 août 1998, Serge joue le match aller de la Coupe d'Europe des vainqueurs de coupe 1998-1999 face au Tsement Ararat en remplaçant Christophe Ohrel à la 79e minute de jeu (victoire 5-1 au Stade olympique de la Pontaise). Le LS se qualifie au match retour sur le score de 2-1 et se qualifie pour le deuxième tour préliminaire, qui sera perdu face à la Lazio Rome. Il joue son premier match de championnat de Suisse le 30 août 1998 face au Servette FC après être entré en jeu à la 77e minute de jeu à la place de Blaise Piffaretti (match nul 2-2 au Stade des Charmilles).
En 2001, Serge Gogoua revient dans son pays, après quatre ans à l'étranger, et rejoint l'Africa Sports. Avec ce club, il dispute la Coupe de la CAF 2001.

### Carrière en sélection
Avec les moins de 20 ans, il dispute la Coupe du monde en 1997. Lors de ce tournoi, il joue trois matchs : contre l'Angleterre, le Mexique et les Émirats arabes unis. La Côte d'Ivoire est éliminé lors de la phase de groupe après un match nul et deux défaites.
En 1999, il est convoqué par Robert Nouzaret pour disputer une série de matchs amicaux avec l'équipe de Côte d'Ivoire en vue de la préparation de la Coupe d'Afrique des nations 2000. Sur sept matchs de préparations, il dispute un match reconnu par la FIFA.